# Facção Central
Facção Central était un groupe de hip-hop brésilien, originaire de São Paulo. Formé en 1989, le groupe est connu pour ses prises de positions politiques radicales critiquant les médias et les injustices sociales et en faveur de la communauté des favelas.

## Biographie
Le groupe est formé le 31 mai 1989 dans la région centre de São Paulo, par Jurandir et Mag, bientôt remplacés par  Washington Roberto Santana (Dum Dum) et Eduardo.
Entre 1997 et 1998, DJ Garga rejoint le groupe et Erick 12 le remplace avant de quitter le groupe. Le groupe est connu pour ses prises de positions politiques radicales critiquant les médias et les injustices sociales et en faveur de la communauté des favelas. Le groupe possède un style musical agressif, violent, avec des paroles également violentes, mais rationnelles.
Un passé violent s'est transformé en source d'inspiration et traduit en compositions convaincantes qui traitent de la réalité quotidienne vécue par les classes populaires dans la société et qui, du point de vue du compositeur, seraient à l'origine des problèmes qui ont rapport à leurs chansons. Les menaces téléphoniques de la police, les censeurs de certaines radios, les arrestations fréquentes, et même l'interdiction de diffusion de leur vidéo Isso aqui é uma guerra, considérée par les autorités comme apologie de crime, sont des exemples de sujets traités dans leurs chansons.
En 1999, le groupe publie son album Versos Sangrentos, qui traite de la violence et de la corruption,.
En 2005, le groupe publie son premier album live, Facção Central - ao vivo. En 2015 sort l'album A voz do periférico.

## Discographie

### Albums studio
- 1995 : Juventude de atitude
- 1998 : Estamos de luto
- 1999 : Versos sangrentos
- 2001 : A marcha fúnebre prossegue
- 2002 : Direto do campo de extermínio
- 2005 : Facção central ao vivo
- 2006 : O Espetáculo do circo dos horrores
- 2015 : A voz do periférico

### Compilations
- 1993 : Movimento rap Vol. 2
- 1999 : Família facção
- 2014 : Meu campo de guerra é verde e amarelo

### Albums live
- 2005 : Facção Central - ao vivo